# Лопаткі (Вомбжезький повіт)
Лопаткі (пол. Łopatki) — село в Польщі, у гміні Ксьонжки Вомбжезького повіту Куявсько-Поморського воєводства.
Населення — 474 особи (2011).
У 1975-1998 роках село належало до Торунського воєводства.

## Демографія
Демографічна структура станом на 31 березня 2011 року:
|          | Загалом | Допрацездатний вік | Працездатний вік | Постпрацездатний вік |
| -------- | ------- | ------------------ | ---------------- | -------------------- |
| Чоловіки | 245     | 48                 | 174              | 23                   |
| Жінки    | 229     | 37                 | 145              | 47                   |
| Разом    | 474     | 85                 | 319              | 70                   |